# Robert Ryan (torero)
Pour les articles homonymes, voir Ryan et Robert Ryan.
Robert Ryan né le 4 août 1944 à Inglewood, Comté de Los Angeles, Californie est un matador américain. C'est également un peintre de tauromachie.

## Présentation et carrière
Dans la lignée des matadors yankees, il a une forte personnalité et il est parvenu à mener de front deux carrières : celle de peintre de tauromachie et celle de matador. C'est à travers la peinture de tauromachie, qu'il pratique dès l'âge de onze ans, qu'il devient un aficionado, puis un aspirant torero. À Tijuana, où il assiste à sa première corrida, il est pris en main par Pepe Ortiz, qui l'accueille chez lui en 1962 et il le lance comme novillero.
Il débute en habit de lumières le 5 mai 1962 à Sabinas, dans l'État de Coahuila dans un mano a mano avec Americo Garza où il coupe deux oreilles. En Espagne, où il arrive en 1963, on refuse à tous les toreros d'un pays sans accord taurin le droit de toréer des becerradas. Il participe à six novilladas piquées avec grand succès, puis il repart au Mexique où il torée à Mexico. Le nombre important de novillades qu'il réalise lui permet de prendre l'alternative assez rapidement à Tijuana, le 11 juin 1967. Il participe ensuite à une quinzaine de corridas, revient en Espagne en 1972, mais il est grièvement blessé à Vista Alegre le 8 octobre 1972 par un taureau de Eugenio Marín Marcos.
Il était alors devenu un matador respecté aussi bien en France qu'en Espagne et surtout au Mexique où ses expositions de peintures remportaient un vif succès. En 1987, le maire de Madrid rédigea un hommage à ses deux talents dans le journal Diario, et la presse taurine ne tarissait pas d'éloge sur sa peinture.
Retiré des arènes en 1982, l'artiste s'est installé dans sa ville natale où il a continué à peindre et à écrire. Le livre El Toreo de capa (l'art de la cape, qu'il a écrit en 1996, est un livre de bibliophilie relié en soie et tiré à 1 500 exemplaires.

## Style
Robert Ryan était surnommé « l'élégant torero de Californie » (classy) à cause de sa silhouette mince et élancée. Il était particulièrement doué pour les passes de cape, la pose des banderilles. Mais c'était aussi un excellent tueur. Ce qui n'empêchait pas les empresas mexicaines de le tenir éloigné des grandes arènes et de le maintenir dans des plazas de second ordre.